# 八役大治
八役 大治（はちやく だいじ、1986年8月31日 - ）は、日本の元ラグビー選手。

## プロフィール
- 滋賀県出身。
- ポジションはセンター(CTB)。
- 身長 175cm、体重 85kg
- U19日本代表に選ばれたことがある[1]。

## 略歴
小学1年生から野洲ラグビースクールでラグビーを始めた。
2005年、天理高校卒業後、専修大学に入る。なお天理高校時代、高校日本代表に選ばれ、第28回全国高校東西対抗試合の参加メンバーに選出された。
2009年、専修大学卒業後、トヨタ自動車ヴェルブリッツに加入。
2010年10月2日に行われたジャパンラグビートップリーグ第4節のヤマハ発動機ジュビロ戦に先発出場で公式戦初出場を果たす。 
2016年、現役を引退した。